# Одимира
Одимира (на португалски: Odemira, [oðɨˈmiɾɐ]) е град и община в окръг Бежа, южна Португалия. Населението на общината е 24 741 души (по приблизителна оценка за 2017 г.).
Разположен е на река Мира в областта Алентежу, на 74 km югозападно от град Бежа и на 15 km източно от брега на Атлантическия океан. Селището възниква през 1256 година. Одимира е общината в Португалия с най-голяма площ – 1720,6 km².